# My Super Sweet 16
My Super Sweet 16是一个美国电视真人實境節目，记录了美国、加拿大和英国的富裕青少年的生活，這些富裕的青少年会举办奢华和昂贵的成年庆祝活动，這些活動有quinceañera（甜蜜的15岁），甜蜜的16岁、我的超级甜蜜21岁。该节目于2005年1月18日至2017年9月11日在音樂電視網播出。該節目的开场主題曲是希拉里·达夫演唱的《甜蜜十六岁》。